# Virivore
Virivore (эквивалентно virovore) происходит от английской приставки viro-, означающей вирус (лат. virus — «болезнетворный яд», «слизь»), и суффикса -vore (от лат. vorare — означающего «пожирать»); следовательно, virivore — это организм, поедающий вирусы. Процесс, когда в первую очередь гетеротрофные протисты, но также некоторые многоклеточные потребляют вирусы, достаточно хорошо изучен.
Вирусы считаются основными паразитами в морской среде, так как они могут лизировать микроорганизмы и высвобождать питательные вещества («вирусный шунт»[en] (англ. viral shunt)). Вирусы также играют важную роль в структуре микробных трофических связей и регулировании потока углерода.

## Открытие
Первым описанным вировором был небольшой морской жгутиконосец, который, как было показано, поглощал и переваривал вирусные частицы. Впоследствии многочисленные исследования прямо и косвенно продемонстрировали потребление вирионов.. В 2022 году Делонг (англ. DeLong) [и др.] показали, что в течение двух дней инфузории Halteria и Paramecium уменьшили количество бляшкообразующих единиц (англ. plaque-forming unit, PFU) Chlorovirus[en] в 100 раз, подтверждая идею о том, что питательные вещества передавались от вирусов потребителю.
Популяция Halteria активно росла при использовании Chlorovirus в качестве единственного источника питания и росла минимально в его отсутствие. Было показано, что Halteria потребляет от 10 000 до 1 000 000 вирусов в день.
Однако скорость роста популяции Paramecium в питательной среде Chlorovirus не отличалась в сравнении с контрольной группой. Численность популяции Paramecium оставалась постоянной в присутствии только Chlorovirus. Это означало, что Paramecium способен поддерживать численность своей популяции, используя Chlorovirus в качестве единственного источника углерода, но не расти. Исследования показали, что популяции некоторых пасущихся(англ. grazers) могут расти в присутствии вирусов, но это относится не ко всем пасущимся.
Известно, что мелкие протисты, такие как Halteria и Paramecium, потребляются зоопланктоном, что указывает на перемещение энергии и вещества вирусного происхождения вверх по водной пищевой цепи. Это опровергает гипотезу о том, что вирусный шунт ограничивает движение энергии вверх по пищевым цепям, прерывая взаимодействие между пасущимися и бактериями. Количество переданной энергии и вещества зависит от размера вириона, а питательная ценность варьируется в зависимости от штамма.

## Биогеохимическое воздействие
Вирусы - самые распространенные биологические образования в мировом океане. Литический цикл является важным процессом в круговороте растворенного органического вещества и твердых частиц, так называемом вирусном шунте. Сами вирусные частицы также составляют значительную долю частиц, богатых азотом и фосфором, в составе пула растворенных органических веществ, поскольку они состоят из липидов, аминокислот, нуклеиновых кислот и, вероятно, углерода, включенного клетками-хозяевами. Считается, что вирусы могут дополнять пищевой рацион пасущихся при попадании внутрь, и при этом сам микроорганизм не заражается.
В целом «выпас» на вирусах широко распространен в морской среде, и достигает 90.3 mL в день. Когда присутствуют как вирусы, так и бактерии, вирусы могут поглощаться со скоростью, сравнимой с бактериями.
Используя Oikopleura dioica и Equid alphaherpesvirus 1 (EhV) в качестве модели, ученые оценили питательную ценность вирусов;
- 24,2 ng C на микроорганизм в день[14]
- 2,8 ng N на микроорганизм в день[14]
- 0,2 ng P на микроорганизм в день[14]

Предполагается, что у мелких пасущихся вирусы потенциально могут вносить более значительный вклад в питание хозяина. Например, у Nanoflagellate предполагаемый вклад составляет 9% углерода, 14% азота и 28% фосфора.
В то время как бактерии небольшого размера являются идеальным источником питания для пасущихся из-за их размера и содержания углерода, вирусы малы, неподвижны и чрезвычайно многочисленны, что делает их альтернативным вариантом питания. Для обычных пасущихся, чтобы получить от вирусов такое же количество углерода, которое они получают от бактерий, им потребовалось бы потреблять в 1000 раз больше вирусов. Это не делает вирусы идеальным источником углерода для пасущихся. Однако, потребление вирусов дает и другие преимущества. Исследования показывают, что переваренные вирусные частицы высвобождают аминокислоты, которые затем пасущиеся могут использовать в процессе собственного синтеза полипептидов.

### Вирусная зачистка
Питательные взаимодействия между пасущимися микроорганизмами, бактериями и вирусами важны для регуляции круговорота питательных веществ и органического вещества. Вирусная зачистка (англ. the viral sweep) - это механизм, при котором пасущиеся возвращают углерод обратно в классическую пищевую сеть, поглощая вирусные частицы. Заражение клеток-хозяев приводит к высвобождению вирусного потомства, которое впоследствии потребляется пасущимися. Пасущиеся затем потребляются организмами более высокого трофического уровня, таким образом, возвращая углерод из вирусов обратно в классическую пищевую сеть и на более высокие трофические уровни.
На вирусную зачистку могут оказывать воздействие многие факторы, такие как размер и обилие вирусных частиц. Размер вируса будет влиять на содержание элементов в вирусных частицах. Например, вирус с большим капсидом будет вносить больше углерода, а вирусы с большими геномами - больше азота и фосфора в результате увеличения содержания нуклеиновых кислот. Кроме того, эффект вирусной зачистки мог бы быть более значительным, если бы также учитывались пасущиеся, съедающие бактерии, инфицированные вирусами. В целом, потребляя бактерии и вирусы, пасущиеся играют важную роль в круговороте углерода.

## Питание вирусами
Потребление вирусов в значительной степени зависит от пищевого поведения микроорганизма.

### Фильтрационное питание
Фильтраторы обычно активно улавливают отдельные частицы пищи на ресничках, волосках, слизи или других структурах. Исследователи использовали Salpingoeca в качестве модельного фильтратора для наблюдения за изменением численности вирусов. Salpingoeca создают лорику(англ. lorica), которая помогает им прикрепляться к субстрату. У них также есть один жгутик, создающий поток воды, который переносит мелкие частицы к ним, где крошечные псевдоподии захватывают частицы добычи. Когда вирусы инкубировали совместно с Salpingoeca, численность вирусов неуклонно снижалась в течение 90 дней, показывая, что фильтрационное питание является эффективным механизмом питания вирусами.

### Питание частицами осадка
Пасущиеся передвигаются по поверхности, собирая и заглатывая пищу на ходу. Исследователи использовали Thaumatomonas coloniensis в качестве модельного пасущегося для наблюдения за изменением численности вирусов. T. coloniensis скользит по субстрату и образует Filopodia, которые используются для поглощения частиц, связанных с субстратом. В течение 90 дней количество вирусов неуклонно снижалось при совместной инкубации с T. coloniensis, показывая, что питание частицами осадка является эффективным механизмом питания вирусами.

### Хищническое питание
Хищническое питание - это форма активного питания, при которой организм ищет свою добычу. Исследователи использовали Goniomonas truncata  в качестве модели хищнического питания. G. truncata - это криптомонада, имеющая два жгутика, которые используются для того, чтобы плавать близко к субстрату в поисках пищи, также у них есть вакуоли, помогающие поглощать пищу. В присутствии G. truncata количество вирусов существенно не уменьшилось в течение 90 дней. Однако это не исключает возможности того, что вирусные частицы поглощаются, а затем высвобождаются обратно в окружающую среду. Эти данные показывают, что хищническое питание не может быть механизмом питания вирусами, но оно может иметь другие экологические последствия с точки зрения передачи вируса.

### Выборочное питание вирусами
Поедание вирусов отличается в зависимости от вируса, и, следовательно, это объект выборочного питания. Жгутиконосцы способны проглатывать множество вирусов разного размера, причем самые маленькие вирусы поедаются медленней всего. Морских вирусов существует огромное разнообразие, включая размер, форму, морфологию и поверхностный заряд, которые могут влиять на отбор и, следовательно, на скорость потребления. Кроме того, скорость потребления различных вирусов одним и тем же жгутиконосцем различна. Это подразумевает селекцию при питании  вирусами. Например, значительные различия в поедании вируса инфузорией Tetrahymena pyriformis наблюдались при совместной инкубации протиста с 13 различными типами вирусов. Кроме того, скорость удаления специфических вирусов сохранялась при совместной инкубации протиста сразу с несколькими вирусами. T. pyriformis могут идентифицировать вирусы как пищу, которая стимулирует их передвижение, и предпочитают определенные вирусы по сравнению с другими. Это подтверждает гипотезу о том, что некоторые протисты способны к избирательному питанию.

### Вирусная инфекция и избирательное поглощение инфицированных клеток
Влияние вирусного заражения клеток хозяина на вероятность быть съеденными свидетельствует о том, что вирусная инфекция играет определенную роль в выборочном питании.
Копепо́ды являются ключевым звеном в морских пищевых цепях, поскольку они связывают первичное и вторичное звенья с более высокими трофическими уровнями. Когда фитопланктон Emiliania huxleyi был инфицирован Coccolithovirus EhV-86, поглощение инфицированных клеток каляноидной копеподой Acartia tonsa было значительно снижено по сравнению с неинфицированными клетками, что указывает на избирательное поглощение инфицированных клеток. Эти результаты позволяют предположить, что вирусные инфекции сокращают питание и потенциально могут снизить эффективность пищевой сети, удерживая углерод в контуре вирусный шунт - микробная петля, и препятствующий перемещению углерода на более высокие трофические уровни. Это подчеркивает важность вирусной зачистки для переноса углерода на более высокие трофические уровни.
И наоборот, Oxyrrhis marina предпочитает питание инфицированной вирусом Emiliania huxleyi. Предполагается, что предпочтение инфицированных клеток перед неинфицированными обусловлено физиологическими изменениями или изменением размера клетки-хозяина. O. marina предпочитают питаться клетками большего размера, поскольку потенциально они могли бы получить от них большую питательную ценность по сравнению с клетками меньшего размера, для поглощения которых потребовалось бы такое же количество энергии. Инфицированные E. huxleyi демонстрируют увеличенный размер клеток по сравнению с неинфицированными, что делает их идеальной добычей для O. marina. Инфицированные E. huxleyi также могут быть отобраны по их вкусовым качествам в результате физиологических изменений во время заражения. Например, инфицированные клетки будут иметь более высокое содержание нуклеиновых кислот по сравнению с неинфицированными клетками, что могло бы улучшить питательную ценность. Кроме того, интенсивность питания O. marina была бы связана с добычей с более низкой активностью DMSP-лиазы, поскольку они производили бы меньше потенциально токсичных соединений акрилатов. Вирусно инфицированные E. huxleyi демонстрируют сниженный уровень активности DMSP-лиазы, что делает их привлекательными для O. marina, снижая воздействие вредных соединений. Наконец, химические сигналы, такие как выделение диметилсульфида и перекиси водорода во время инфицирования, вероятно, создают градиент, облегчающий O. marina обнаружение инфицированного E. huxleyi. Преимущественное поедание инфицированных клеток сделало бы углерод доступным для более высоких трофических уровней, изолируя его в виде отдельных частиц.
В целом, поглощение вирусных частиц и инфицированных вирусом клеток - выборочно.

## Роль в экологии
Исследования показали, что вирусы могут поглощаться и перевариваться, а также поглощаться и выделяться обратно в окружающую среду. Это наблюдение, что пасущиеся потенциально могут выделять вирусы обратно в окружающую среду после проглатывания, может иметь значительные экологические последствия.

### Путь передачи
Попадание в микроорганизм и дальнейшее высвобождение вирусов может способствовать передаче и распространению вирусов в морской среде. Используя копепо́дов в качестве модельного вектора передачи и EhV в качестве модельного вируса, Фрада (англ. Frada) [и др.] выявлен потенциальный механизм распространения вирусов в морской среде.
EhV могут потребляться копепо́дами либо в виде отдельных частиц вириона, либо путем инфицирования клетки-хозяина (в данном случае инфицированной Emiliania huxleyi). Когда инфицированные E. huxleyi инкубировались совместно с копепо́дами, фекальные гранулы, произведенные копепо́дами, содержали в среднем 4500 EhV на гранулу. Эти гранулы, содержащие вирион, затем совместно инкубировали со свежей культурой E. huxleyi, и наблюдался быстрый, опосредованный вирусом, лизис клеток-хозяев. Когда только частицы EhV совместно инкубировали с копепо́дами, т.е. без E. huxleyi, собранные частицы кала не содержали никаких частиц вириона. Однако, когда кормили копепо́дов EhV и Thalassiosira weissflogii, диатомовыми водорослями за пределами ареала обитания EhV, собранные фекальные гранулы содержали 200 EhV на гранулу. Эти гранулы были очень заразны и при совместной инкубации со свежей E. huxleyi полностью уничтожили культуру. Отсутствие частиц вириона в фекальных гранулах, полученных в результате инкубации исключительно с EhV, подтверждает идею о том, что пасущиеся проявляют избирательный подход к поеданию вирусов. EhV все еще могут подхватываться копепо́дами в результате заражения клеток-хозяев и при наличии идеального источника пищи. Поскольку обилие вирусов следует за обилием бактерий, маловероятно, что в морской среде вирусы будут единственным источником питательных веществ для пасущихся.
Суть этого эксперимента имеет значительное экологическое влияние. Копепо́ды способны перемещаться вверх и вниз по толще воды и мигрировать на небольшие расстояния между зонами кормления. В частности, перемещение копепо́дов может переносить вирусы EhV в новые неинфицированные популяции E. huxleyi, что способствует гибели последних. Кроме того, фекальные гранулы могут опускаться из смешанного слоя в более глубокие части океана, где они могут усваиваться многократно. Эти два сценария представляют собой потенциальные механизмы, с помощью которых вирусы могут быть занесены в новую морскую среду.

### Организмы, не являющиеся хозяевами
Пасущиеся не единственные способны удалять вирусы из толщи воды. Организмы, не являющиеся хозяевами, такие как морские анемоны, личинки полихе́т, асцидии, крабы, ракушки, устрицы и губки, - все они способны значительно снизить численность вируса. Было обнаружено, что губки обладают наибольшим потенциалом для удаления вирусов.
Метод, при котором организмы, не являющиеся хозяевами, нарушают контакт вируса с хозяином, известен как помехи при передаче инфекции. Организмы, не являющиеся хозяевами, могут оказывать либо прямое воздействие, удаляя организмы-хозяева, либо косвенное, удаляя вирусы. Эти механизмы приводят к снижению частоты контактов вируса с хозяином, что может существенно повлиять на динамику местной микробной популяции.
Организмы, не являющиеся хозяевами, способны удалять вирусы со скоростью, сравнимой с частицами натуральной пищи, бактериальными клетками и клетками водорослей, что выше по сравнению с пасущимися, у которых уровень вирусной зачистки составляет около 4%. В регионах с высокой плотностью губок, таких как прибрежные и тропические регионы, вполне вероятно, что скорость удаления вируса была занижена. Эффективное удаление вирусов, вероятно, имеет глобальные экологические последствия, которые остались незамеченными.